# گوربیشته
گوربیشته (به بلغاری: Gurbishte) یک منطقهٔ مسکونی در بلغارستان است که در شهرستان آردینو واقع شده‌است.
 گوربیشته ۱۴٫۴۹۴ کیلومتر مربع مساحت و ۱۸۳ نفر جمعیت دارد.